# ويندوز 11
ويندوز 11 (بالإنجليزية: Windows 11)  هو إصدار رئيسي لنظام التشغيل ويندوز إن تي طورته مايكروسوفت أعلن عنه بتاريخ 24 يونيو 2021، خلفًا لويندوز 10. ويندوز 11 متوفر كترقية مجانية لأجهزة ويندوز 10 المتوافقة من خلال تحديثات ويندوز. صدر ويندوز 11 في 5 أكتوبر 2021.

## تطوير
بعد إصدار ويندوز 10، صَرحت شركة مايكروسوفت بشكل غير رسمي أنه سيكون «الإصدار الأخير من ويندوز». تم اعتبار نظام التشغيل بمثابة خدمة، مع إطلاق إصدارات وتحديثات جديدة بمرور الوقت. ومع ذلك، نشأت توقعات بإصدار جديد أو إعادة تصميم ويندوز بعد نشر قائمة الوظائف التي تشير إلى «تجديد شامل» لنظام ويندوز بواسطة مايكروسوفت. تحديث مرئي لـ ويندوز، تم تطويره تحت الاسم الرمزي "Sun Valley"، تم تعيينه لتحديث واجهة مستخدم النظام.
ظهرت صور مسربة لبنية بيتا مزعومة لسطح مكتب ويندوز 11 على الإنترنت في 15 يونيو 2021، وتبعها تسرب للبنية المذكورة أعلاه في نفس اليوم. تُظهر لقطات الشاشة والبنية المسربة واجهة تشبه واجهة Windows 10x التي تم إلغاؤها، إلى جانب تجربة خارج الصندوق معاد تصميمها (OOBE) وعلامة تجارية لـ ويندوز 11. يتطلب البناء الذي تم تسريبه تثبيت TPM 2.0، وهو مطلب قد يتم إسقاطه في الإصدار النهائي لأن معظم الأنظمة القديمة تفشل في تلبيته.
في مؤتمر مطوري Microsoft Build 2021، أثار الرئيس التنفيذي ساتيا نادالا الجيل القادم من ويندوز خلال كلمته الرئيسية. وفقًا لنادالا، فقد كان يستضيفه بنفسه لعدة أشهر. كما سخر من أن إعلانًا رسميًا سيأتي قريبًا جدًا. بعد أسبوع واحد فقط من الكلمة الرئيسية لـ Nadella، بدأت مايكروسوفت في إرسال دعوات لحدث ويندوز مخصص في الساعة 11 صباحًا بالتوقيت الشرقي في 24 يونيو 2021. نشرت مايكروسوفت أيضًا مقطع فيديو صوتي لبدء تشغيل ويندوز مدته 11 دقيقة على يوتيوب في 10 يونيو، حيث توقع العديد من الأشخاص أن يكون كل من حدث مايكروسفت والفيديو الصوتي لبدء تشغيل ويندوز بمثابة إشارة إلى اسم نظام التشغيل مثل ويندوز 11.

### إطلاق
في الحدث الإعلامي الذي أقيم في 24 يونيو، أعلنت مايكروسوفت أيضًا أنه سيتم إصدار ويندوز 11 في «عطلة 2021»، دون تحديد التاريخ. سيصاحب إصداره ترقية مجانية لأجهزة ويندوز 10 المتوافقة. أطلق ويندوز 11 بتاريخ 5 أكتوبر وأصبح متاحا للتحميل من ويندوز أبديت.

## سمات

### واجهة المستخدم والتصميم
يتميز بناء التطوير المسرب لنظام التشغيل ويندوز 11 بواجهة مستخدم محدثة تتبع إرشادات Microsoft Fluent Design؛ تنتشر الشفافية والظلال والزوايا الدائرية في جميع أنحاء النظام. يتم استخدام قائمة "ابدأ" المعاد تصميمها، والتي تزيل المربعات الموجودة على الجانب الأيمن. يتم أيضًا تبسيط شريط المهام وتوسيطه بشكل افتراضي، على غرار macOS Dock ، ومع ذلك يظل خيار المحاذاة لليسار. عرض المهام، وهي ميزة تم تقديمها في نظام التشغيل Windows 10، تتميز بتصميم محدث. تتضمن التغييرات الأخرى التي تم إجراؤها على النظام رموز نظام جديدة ورسوم متحركة وأصوات وعناصر واجهة مستخدم. تأخذ الكثير من الواجهة وقائمة البدء إلهامًا كبيرًا من ويندوز 10x الذي تم إلغاؤه الآن.

### ويدجت
يتضمن ويندوز 11 لوحة أدوات يمكن الوصول إليها عن طريق النقر فوق زر عناصر واجهة المستخدم على شريط المهام. تعرض الأدوات الأخبار والرياضة والطقس والتمويل من إم إس إن. في بنية المطور المسربة، لا يمكن سحب الأدوات أو إعادة ترتيبها ويتطلب الوصول إلى لوحة الأدوات تسجيل الدخول باستخدام حساب مايكروسوفت. يحل هذا محل الأخبار والاهتمامات على شريط المهام الذي ظهر في الإصدارات الأحدث من ويندوز 10.

### أمن النظام
كجزء من الحد الأدنى من متطلبات النظام، يعمل ويندوز 11 فقط على الأجهزة التي تحتوي على معالج أمان وحدة النظام الأساسي الموثوقة ، وفقًا لمايكروسوفت، يعتبر المعالج الثانوي (TPM 2.0) «لبنة بناء مهمة» للحماية من هجمات البرامج الثابتة والأجهزة. بالإضافة إلى ذلك، تطلب مايكروسوفت الآن من الأجهزة التي تعمل بنظام التشغيل ويندوز 11 أن تتضمن الأمان المستند إلى الظاهرية (VBS)، وتكامل التعليمات البرمجية المحمية من قبل المشرف (HVCI)، والتمهيد الآمن المدمج وتمكينه افتراضيًا. يتميز نظام التشغيل أيضًا بحماية مكدس معززة بالأجهزة لمعالجات Intel و AMD المدعومة للحماية من عمليات الاستغلال في يوم الصفر.
مثل سابقه، يدعم ويندوز 11 أيضًا المصادقة متعددة العوامل والمصادقة البيومترية من خلال Windows Hello.

## متطلبات النظام
| المكون                               | الحد الأدنى                                                                         |
| ------------------------------------ | ----------------------------------------------------------------------------------- |
| المعالج                              | معالج 64 بت متوافق (إكس86-64 أو ARM64) بمعدل ساعة 1 GHz على الأقل ونواتين على الأقل |
| الرام                                | لا يقل عن 4 ج.ب                                                                     |
| السعة التخزينية                      | لا يقل عن 64 ج.ب                                                                    |
| البرنامج الثابت للنظام               | UEFI                                                                                |
| الحماية                              | التشغيل الآمن، مفعل افتراضيًا                                                        |
| الحماية                              | وحدة النظام الأساسي الموثوقة (TPM) الإصدار 2.0                                      |
| بطاقة الرسوميات                      | متوافق مع أو أحدث مع برنامج تشغيل                                                   |
| الشاشة                               | شاشة عالية الدقة (720 بكسل) بقطر أكبر من 9 بوصات، 8 بت لكل قناة ألوان               |
| الاتصال بالإنترنت وحسابات مايكروسوفت | يلزم الاتصال بالإنترنت وحساب مايكروسوفت لإكمال الإعداد لأول مرة على ويندوز 11 هوم.  |

| الخاصية                             | المتطلب                                                                                              |
| ----------------------------------- | --- |
| دعم جيل خامس                        | مودم قابل للـ 5G                                                                                     |
| تلقائي                              | شاشة قابلة للـ HDR                                                                                   |
| المصادقة البيومترية و Windows Hello | كاميرا مضاءة بالأشعة تحت الحمراء أو قارئ بصمات الأصابع                                               |
| بت لوكر سريع                        | محرك فلاش يو إس بي (متوفر في ويندوز 11 برو والإصدارات الأعلى)                                        |
| en:Hyper-V                          | en:Second Level Address Translation (SLAT)                                                           |
| en:DirectStorage                    | محرك أقراص صلب NVMe بسعة تخزين لا تقل عن 1 ت.ب وبطاقة رسومات DirectX 12 Ultimate مع Shader Model 6.0 |
|                                     | متوفر مع الألعاب وبطائق الرسوميات المدعومة                                                           |
| الصوت المحيطي                       | دعم للعتاد والبرامج                                                                                  |
| التحقق بخطوتين                      | استخدام رقم التعريف الشخصي أو المصادقة البيومترية أو هاتف مزود بالواي فاي أو بلوتوث                  |
| التعرف على الكلام                   | ميكروفون                                                                                             |
| دعم Wi-Fi 6E                        | جهاز وتعريف WLAN جديد جهاز راوتر قابل للـ Wi-Fi 6E                                                   |
| عرض ويندوز                          | محول واي-فاي يدعم الواي-فاي المباشر و WDDM 2.0                                                       |

## استقبال
انتقد صحفيو تكنولوجيا المعلومات الارتباك الذي أحدثته مايكروسوفت عن غير قصد بشأن الحد الأدنى من متطلبات النظام لنظام التشغيل ويندوز 11. يمكن أن تُرى متطلبات النظام المتزايدة (مقارنة بويندوز 10) التي نشرتها مايكروسوفت في البداية أن ما يصل إلى 60 بالمائة من أجهزة الكمبيوتر الحالية التي تعمل بنظام ويندوز 10 غير قادرة على الترقية إلى ويندوز 11.
كما فوجئ النقاد أيضًا بأن مايكروسوفت لم تقم بالتحميل المسبق ودمج مايكروسوفت تيمز بشكل أعمق في النظام.

## وصلات خارجية
- الموقع الرسمي
 (بالعربية)